# Lehet egy kiskutyával több? (A 102-ik)
A Lehet egy kiskutyával több? (A 102-ik) a Neoton Família elsősorban gyermekeknek szóló lemeze, dalokkal és összekötő szövegekkel, melyeket Csepregi Éva mond el. Az összesen 8 dalt tartalmazó album LP-n és kazettán is megjelent. Valamennyi dal Végvári–Maródi–Csepregi szerzeménye.

## Megjelenések
| Ország       | Formátum | Sorszám    | Kiadó  | Év   |
| ------------ | -------- | ---------- | ------ | ---- |
| Magyarország | LP       | SLPM 37110 | Profil | 1987 |
| Magyarország | MC       | MK 37110   | Profil | 1987 |

- Kék Virág
- Katicabogárka
- A Pöttyös Bögre
- Labda
- Donka-Dal
- Ne Félj Kiskutyám
- Borzasztó
- Esti Mese

A dalokat Csepregi Éva, Pál Éva és Végvári Ádám éneklik.